# Thomas William Robertson

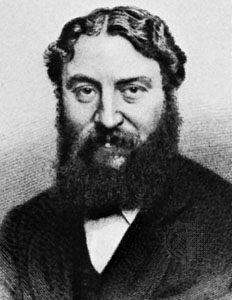
Thomas William Robertson.

Thomas William Robertson, född den 9 januari 1829, död den 3 februari 1871, var en engelsk dramatiker, till yrket aktör.
Robertson vann stora och ihållande framgångar med ett antal av honom författade skådespel, vilka framfördes på Prince of Wales’ theater i London och bland vilka de bästa ansågs vara: Society (1865), Ours (1866), Caste (1867), Play (1868), School (1869) och M. P. (1870); ett urval utgavs med biografi 1889. De äger en god scenisk byggnad, humor och känslosamhet, beräknade för den engelska medelklassen.